# El suplente
El suplente és una pel·lícula del 2022 dirigida per Diego Lerman i protagonitzada per Juan Minujín i Bárbara Lennie al costat d'Alfredo Castro, Rita Cortese i María Merlino. És una coproducció llatinoamericana i europea entre empreses de l'Argentina, Espanya, Itàlia, Mèxic i França.

## Sinopsi
La trama gira entorn dels contratemps d'un professor interí (Lucio) en els suburbis de Buenos Aires, que es veu obligat a prendre partit quan un dels seus alumnes és amenaçat per un narcotraficant.

## Repartiment
- Juan Minujín com Lucio[5][6]
- Bárbara Lennie com Mariela[7]
- Alfredo Castro com el xilè[6]
- María Merlino com Clara[6]
- Lucas Arrua com Dilan[7]
- Rita Cortese com Amalia[6]
- Renata Lerman com Sol[7]

## Producció
El 2019, el projecte (anteriorment conegut amb el títol provisional ‘’El maestro de literatura’’) va participar en el 8è Fòrum de Coproducció Europa-Amèrica Llatina, una plataforma del Festival Internacional de Cinema de Sant Sebastià creat per fomentar noves coproduccions audiovisuals. El guió va ser escrit per Diego Lerman, María Meira, i Luciana De Mello. It is a co-production by companies from Argentina, Spain, Italy, Mexico, and France. Filming started by late 2021. Les locacions del rodatge es van fer a Isla Maciel (Dock Sur, Avellaneda).

## Estrena
La pel·lícula es va estrenar en la 47a edició del Festival Internacional de Cinema de Toronto, on va participar en la secció Special Presentations, al costat d'altres 46 llargmetratges d’arreu del món, where it made its world premiere on 11 September 2022. També fou seleccionada a la secció oficial del Festival Internacional de Cinema de Sant Sebastià 2022's official selection line-up, i es va estrenar a Nova York la nit d’apertura del 22è Havana Film Festival de Nova York.Va ser estrenat a Argentina el 20 d'octubre de 2022.S'ha fixat com a una data d'estrena en cinemes el 13 de gener de 2023 a Espanya.

## Premis
| Any  | Premi                                                  | Categoria                                                   | Nominat       | Resultat  | Ref    |
| ---- | ------------------------------------------------------ | ----------------------------------------------------------- | ------------- | --------- | ------ |
| 2022 | Festival Internacional de Cinema de Sant Sebastià 2022 | Conquilla de Plata a la millor interpretació de repartiment | Renata Lerman | Guanyador | [ 17 ] |
| 2022 | 22è Havana Film Festival New York                      | Premi Havana al millor director                             | Diego Lerman  | Guanyador | [ 18 ] |